# 赵金
赵金（1962年5月—），男，彝族，云南禄丰人，中华人民共和国政治人物。云南财贸学院（今云南财经大学）计划统计系毕业，昆明理工大学管理工程系管理工程专业在职研究生学历，管理学硕士。

## 生平
1981年7月参加工作，1987年4月加入中国共产党。历任中共云南省委宣传部副处长、处长、副部长，云南日报报业集团党委书记、社长；中共云南省德宏傣族景颇族自治州委书记等职。2011年11月获任中共云南省委常委，12月兼任省委宣传部长。2012年11月当选中国共产党第十八届中央委员会候补委员。2022年1月，当选云南省政协副主席。